# Фучка, Грегор
Грегор Фучка (словен. Gregor Fučka, родился 7 августа 1971 в Крани, СФРЮ) — итальянский баскетболист словенского происхождения, чемпион Европы 1999. Лучший европейский игрок 2000 года.

## Карьера в клубах
Начинал карьеру в люблянском клубе «Олимпия» в 1988 году. Через два года покинул Югославию и уехал выступать в Италию. В его послужном списке были команды «Триест» (1990-1994), «Олимпия» из Милана (1994-1997) и «Фортитудо» из Болоньи (1997-2002). Позднее он перебрался в испанскую «Барселону», где выступал четыре года, а затем перешёл в «Жирону», где играл в сезоне 2006/2007. Вернулся в Италию перед сезоном 2007/2008, перейдя в римский «Виртус» (он же — «Лоттоматика»). Через год вернулся в «Фортитудо», ещё через год ушёл в «Пистойю». Летом 2011 года объявил о скором завершении карьеры.

## Титулы в клубах
Первым трофеем Фучки стал титул чемпиона Серии А в 1996 году и обладателя Кубка Италии в том же году (оба трофея выиграны в составе миланцев), а также выступал в финалах Кубка Корача. В 1998 году Фучка в составе «Фортитудо» взял ещё два трофея: Кубок и Суперкубок Италии, а в 2000 году стал снова чемпионом страны, став ещё самым ценным игроком баскетбольной лиги. В 2001 году ему выпала большая честь сыграть в матче всех звёзд Итальянской Лиги. В составе «Барселоны» он выиграл Испанскую лигу, Кубок Короля и Евролигу 2002/2003, оформив триплет в европейском баскетболе. В 2004 году он снова стал чемпионом Испании и обладателем Суперкубка Испании.

## В сборной
Несмотря на наличие югославского паспорта, Фучка не играл даже за юношескую югославскую сборную. Уже в 1991 году на юношеском чемпионате мира он стал вице-чемпионом, через два года сыграл на молодёжном чемпионате мира. С 1997 года он регулярно попадает в составы сборной Италии на чемпионаты мира и Европы: в 1995 году его сборная выбыла в 1/4 финала, но через два года он становится серебряным призёром Евробаскета. Ещё через год он опять доходит со сборной до стадии 1/4 финала чемпионата мира, а в 1999 году наконец становится чемпионом Европы, получив ещё и приз «самого ценного игрока» турнира. В 2000 году он едет на Олимпиаду в Сидней, но итальянцы снова не могут преодолеть барьер 1/4 финала. Последним турниром становится 2001 год, и после чемпионата Европы-2001 Фучка уходит из национальной сборной.